# .lv
.lv là tên miền quốc gia cấp cao nhất (ccTLD) của Latvia.
Việc đăng ký được phép ở cấp 2, và được khuyến khích bởi cơ quan đăng ký tên miền;tuy nhiên, cũng chấp nhận đăng ký ở cấp 3 dưới một số tên cấp 2:
- .com.lv - cơ qua thương mại
- .edu.lv - cơ quan giáo dục
- .gov.lv - cơ quan chính phủ và bán chính phủ
- .org.lv - nhiều dạng tổ chức khác nhau
- .mil.lv - cơ quan quốc phòng Latvia
- .id.lv - cá nhân
- .net.lv - nhà cung cấp hạ tầng mạng
- .asn.lv - liên hiệp
- .conf.lv - hội nghị và triển lãm cần kết nối Internet trong một thời gian ngắn.

Việc đăng ký mở rộng cho người nước ngoài, mặc dù chính sách tranh chấp nói rằng quyền ưu tiên dành cho những người dùng trong nước. Dường như không có nhiều người nước ngoài sử dụng tên miền này;ngoại trừ một số trang dùng với một đích nói về Las Vegas—cũng nhiều như .la dùng cho Los Angeles—hoặc “love”—như trong“my.lv,” “we.lv,” hay“true.lv”—nhưng những kiểu dùng này không phổ biến.
Tên miền quốc tế hóa cũng có thể được đăng ký (xem chi tiết Lưu trữ ngày 1 tháng 7 năm 2007 tại Wayback Machine).